# Franz Josef Och
Franz Josef Och (* 2. November 1971 in Ebermannstadt) ist ein deutscher Informatiker, der in den USA forscht und arbeitet.

## Leben
Nach seiner Schulzeit in Pretzfeld, Ebermannstadt und Erlangen studierte Och Informatik in Erlangen (FAU) bis zum Diplom (1998). Anschließend war er wissenschaftlicher Mitarbeiter am Lehrstuhl für Informatik VI der RWTH Aachen, wo er 2002 bei Hermann Ney mit einer Arbeit zur Statistik-basierten maschinellen Übersetzung natürlicher Sprachen zum Dr.-Ing. promovierte.
Von 2002 bis 2004 arbeitete er als Wissenschaftler am Information Science Institute der University of Southern California in Los Angeles, ehe er als Leiter der Abteilung Machine Translation zur Firma Google wechselte.
Seine Hauptarbeits- und Forschungsgebiete sind die statistische maschinelle Übersetzung, die maschinelle Verarbeitung natürlicher Sprache und Verfahren des maschinellen Lernens.

## Schriften (Auswahl)
- Franz Josef Och, Hermann Ney: The Alignment Template Approach to Statistical Machine Translation. In: Computational Linguistics. Vol. 30, Nr. 4 2004, S. 417–449.